# Мистецький музей Крокера
Мистецький музей Крокера (англ. Crocker Art Museum; скор. CAM) — музей в Сакраменто, Каліфорнія; один з найбільших музеїв Заходу Сполучених Штатів (колишня картинна галерея E. B. Crocker Art Gallery). У ньому представлені роботи з часів Золотої лихоманки до наших днів.

## Історія
У 1869 році банкір і землевласник Едвін Крокер (англ. Edwin Bryant Crocker) і його дружина Маргарет (англ. Margaret Crocker) під час тривалої поїздки в Європу почали збирати колекцію картин. У 1885 році, будучи вдовою, Маргарет Крокер передала сімейну колекцію, вартість якої на той момент оцінювалася більш ніж $ 500000, місту Сакраменто і асоціації California Museum Association.
Спочатку музей знаходився в особняку Едвіна Крокера, який побудував місцевий архітектор Сет Бебсон (англ. Seth Babson), 1830—1908. Для створення в ньому галереї він провів спеціальні роботи, що завершилися в 1872 році. Ця будівля вважається однією з кращих робіт Бебсон. За час свого існування музей перебудовувався і доповнювався. у 1989 році була проведена його ґрунтовна модернізація. у 2000 році почалася капітальна реконструкція музею компанією Gwathmey Siegel & Associates, яка закінчилася в 2002 році. Остаточно оновлений музей був відкритий 10 жовтня 2010 року . Він включав нову будівлю площею 125000 квадратних футів (11600 м²), де розташовані — новий освітній центр з чотирма арт-студіями, приміщення для викладачів, розширена бібліотека, виставкова галерея і зал для глядачів, що істотно розширило функціональні можливості музею.